# Museo Extremeño e Iberoamericano de Arte Contemporáneo
El Museo Extremeño e Iberoamericano de Arte Contemporáneo (MEIAC) es un museo ubicado en la ciudad española de Badajoz (España), y reúne colecciones de artistas contemporáneos españoles, lusos e iberoamericanos.

## Historia y descripción
Se inauguró el 9 de mayo de 1995 bajo la dirección de Antonio Franco Domínguez. El edificio está situado sobre el solar de la antigua Prisión Preventiva y Correccional de Badajoz, de la que pervive su pabellón cilíndrico central con cúpula de hormigón, obra del arquitecto José María de la Vega Samper, que a su vez había sido construida a mediados de los años cincuenta sobre el recinto de un antiguo baluarte militar del siglo XVIII, conocido como el Fuerte de Pardaleras.
La demolida cárcel, de la que se conservan fotografías aéreas, era un modelo panóptico de cuyo centro salían diversas galerías; entre estas se distribuían diversos patios y el conjunto estaba rodeado de doble muro. Durante los años setenta, y en aplicación de la Ley de Peligrosidad y Rehabilitación Social, la cárcel funcionó como un campo de trabajo forzoso para homosexuales y personas transgénero de distintas partes del país que eran internados forzosamente en él. En paralelo a este campo funcionó un centro similar en la antigua prisión provincial de Huelva, y en una etapa anterior la Colonia Agrícola Penitenciaria de Tefía (Fuerteventura).A finales de la década la prisión se abandonó y se creó una nueva alejada de la ciudad.
El proyecto de museo arranca en 1989, con planos del arquitecto José Antonio Galea. La idea había sido ensayada con éxito también en Hispanoamérica (Museo Nacional de Colombia, Archivo General de la Nación (México), entre otros). 
La colección está formada por 1475 obras de artistas de la talla de Luis Buñuel, el Equipo 57, Daniel Canogar, Miquel Navarro, Eduardo Naranjo, Ouka Leele, Daniel Garcia Andujar, Gustavo Romano Juan Barjola o Pablo Palazuelo, además de por otros nombres conocidos del panorama artístico extremeño, español, europeo, americano y asiático.
Antonio Franco Domínguez fallece el 26 de enero de 2020 tras casi 25 años al frente de la institución. Le sucede en la dirección Catalina Pulido Corrales conservadora del MEIAC.